# Věžky, Kroměříž
Věžky là một làng thuộc huyện Kroměříž, vùng Zlínský, Cộng hòa Séc.